# +1［プラスワン］
『+1［プラスワン］』は、2013年のアメリカ合衆国のSF映画
デニス・イリアディス監督、リース・ウェイクフィールド『サンクタム』出演・制作。
キャッチコピーは「もし、【もう1人のキミ】に出会ってしまったら? そしてもし、【もう1人のキミ】に襲われたら?」

## キャスト
- デビッド - リース・ウェイクフィールド[3]（平川大輔）
- ジル - アシュリー・ヒンショウ（山根舞）
- メラニー - ナタリー・ホール
- テディ - ローガン・ミラー（林勇）
- 夫人 - ローダ・グリフィス[4]
- キティ - クリスシー・チェンバーズ[5]
- その他の日本語吹き替え‐下山田綾華/奈良徹/櫻井トオル/Lynn/加藤清司/こばたけまさふみ/石原由宇/まつだ志緒理/小田柿悠太/東内マリ子/舞山裕子